# Општина Тлатлаукитепек (Пуебла)
Тлатлаукитепек (шп. Tlatlauquitepec) општина је у Мексику у савезној држави Пуебла. Општина се налази на надморској висини од 1880 м.

## Становништво
Према подацима из 2010. у општини је живело 51495 становника.

### Хронологија
| Година       | 2000                  | 2005                  | 2010                  |
| ------------ | --------------------- | --------------------- | --------------------- |
| Становништво | 47106 (22775 / 24331) | 47151 (22621 / 24530) | 51495 (24722 / 26773) |

### Попис
| \| \| м \| \| \| ж \| \| 0—2 \| 1.618 \| \| \| 1.548 \| \| 3—5 \| 1.729 \| \| \| 1.642 \| \| 6—11 \| 3.444 \| \| \| 3.342 \| \| 12—14 \| 1.694 \| \| \| 1.585 \| \| 15—17 \| 1.804 \| \| \| 1.838 \| \| 18—24 \| 3.082 \| \| \| 3.403 \| \| 60+ \| 2.197 \| \| \| 2.746 \| \| Просек : \| 27,1 \| \| \| 28,8 \| |       |  |  |       |
| |       |  |  |       |
| | м     |  |  | ж     |
| 0—2 | 1.618 |  |  | 1.548 |
| 3—5 | 1.729 |  |  | 1.642 |
| 6—11 | 3.444 |  |  | 3.342 |
| 12—14 | 1.694 |  |  | 1.585 |
| 15—17 | 1.804 |  |  | 1.838 |
| 18—24 | 3.082 |  |  | 3.403 |
| 60+ | 2.197 |  |  | 2.746 |
| Просек : | 27,1  |  |  | 28,8  |

| #   | Индикатор                                                                                        | Вредност |
| --- | ------------------------------------------------------------------------------------------------ | -------- |
| 1   | Становништво од 0 до 2 године                                                                    | 3166     |
| 2   | Мушко становништво од 0 до 2 године                                                              | 1618     |
| 3   | Женско становништво од 0 до 2 године                                                             | 1548     |
| 4   | Становништво са 3 и више година                                                                  | 48272    |
| 5   | Мушко становништво са 3 и више година                                                            | 23075    |
| 6   | Женско становништво са 3 и више година                                                           | 25197    |
| 7   | Становништво са 5 и више година                                                                  | 45999    |
| 8   | Мушко становништво са 5 и више година                                                            | 21905    |
| 9   | Женско становништво са 5 и више година                                                           | 24094    |
| 10  | Становништво са 12 и више година                                                                 | 38115    |
| 11  | Мушко становништво са 12 и више година                                                           | 17902    |
| 12  | Женско становништво са 12 и више година                                                          | 20213    |
| 13  | Становништво са 15 и више година                                                                 | 34836    |
| 14  | Мушко становништво са 15 и више година                                                           | 16208    |
| 15  | Женско становништво са 15 и више година                                                          | 18628    |
| 16  | Становништво са 18 и више година                                                                 | 31194    |
| 17  | Мушко становништво са 18 и више година                                                           | 14404    |
| 18  | Женско становништво са 18 и више година                                                          | 16790    |
| 19  | Становништво од 3 до 5 година                                                                    | 3371     |
| 20  | Мушко становништво од 3 до 5 година                                                              | 1729     |
| 21  | Женско становништво од 3 до 5 година                                                             | 1642     |
| 22  | Становништво од 6 до 11 година                                                                   | 6786     |
| 23  | Мушко становништво од 6 до 11 година                                                             | 3444     |
| 24  | Женско становништво од 6 до 11 година                                                            | 3342     |
| 25  | Становништво од 8 до 14 година                                                                   | 7741     |
| 26  | Мушко становништво од 8 до 14 година                                                             | 3959     |
| 27  | Женско становништво од 8 до 14 година                                                            | 3782     |
| 28  | Становништво од 12 до 14 година                                                                  | 3279     |
| 29  | Мушко становништво од 12 до 14 година                                                            | 1694     |
| 30  | Женско становништво од 12 до 14 година                                                           | 1585     |
| 31  | Становништво од 15 до 17 година                                                                  | 3642     |
| 32  | Мушко становништво од 15 до 17 година                                                            | 1804     |
| 33  | Женско становништво од 15 до 17 година                                                           | 1838     |
| 34  | Становништво од 18 до 24 године                                                                  | 6485     |
| 35  | Мушко становништво од 18 до 24 године                                                            | 3082     |
| 36  | Женско становништво од 18 до 24 године                                                           | 3403     |
| 37  | Женско становништво од 15 до 49 година                                                           | 13848    |
| 38  | Становништво са 60 и више година                                                                 | 4943     |
| 39  | Мушко становништво са 60 и више година                                                           | 2197     |
| 40  | Женско становништво са 60 и више година                                                          | 2746     |
| 41  | Однос између мушкараца и жена                                                                    | 92.34    |
| 42  | Становништво од нуле до 14 година                                                                | 16602    |
| 43  | Становништво од 15 до 64 године                                                                  | 31248    |
| 44  | Становништво од 65 година и више                                                                 | 3588     |
| 45  | Просечан број деце                                                                               | 2.83     |
| 46  | Становништво рођено у ентитету                                                                   | 48710    |
| 47  | Мушко становништво рођено у ентитету                                                             | 23578    |
| 48  | Женско становништво рођено у ентитету                                                            | 25132    |
| 49  | Становништво рођено у другом ентитету                                                            | 2557     |
| 50  | Мушко становништво рођено у другом ентитету                                                      | 1045     |
| 51  | Женско становништво рођено у другом ентитету                                                     | 1512     |
| 52  | Становништво од 5 година и више резидентно у ентитету у јуну 2005. године                        | 44139    |
| 53  | Мушко становништво старосног доба од 5 година и више, резидентно у ентитету у јуну 2005. године  | 20870    |
| 54  | Женско становништво старосног доба од 5 и више година, резидентно у ентитету у јуну 2005. године | 23269    |
| 55  | Становништво од 5 година и више које је живело у другом ентитету у јуну 2005. године             | 1278     |
| 56  | Мушко становништво старије од 5 година које је живело у другом ентитету у јуну 2005. године      | 621      |
| 57  | Женско становништво старије од 5 година које је живело у другом ентитету у јуну 2005. године     | 657      |
| 58  | Становништво од 3 године и више које говори аутохтони језик                                      | 8928     |
| 59  | Мушко становништво старо 3 године и више које говори аутохтони језик                             | 4278     |
| 60  | Женско становништво старо 3 године и више које говори аутохтони језик                            | 4650     |
| 61  | Становништво од 3 године и више које говори аутохтони језик и не говори шпански језик            | 129      |
| 62  | Мушко становништво старо 3 године и више које говори аутохтони језик и не говори шпански         | 12       |
| 63  | Женско становништво старо 3 године и више које говори аутохтони језик и не говори шпански језик  | 117      |
| 64  | Становништво старо 3 године и више које говори аутохтони језик и шпански                         | 8580     |
| 65  | Мушко становништво старо 3 године и више које говори аутохтони језик и шпански                   | 4166     |
| 66  | Женско становништво старо 3 године и више које говори аутохтони језик и шпански                  | 4414     |
| 67  | Становништво од 5 година и више које говори аутохтони језик                                      | 8867     |
| 68  | Становништво од 5 година и више које говори аутохтони језик и не говори шпански језик            | 129      |
| 69  | Становништво од 5 година и више које говори аутохтони језик и говори шпански језик               | 8524     |
| 70  | Становништво у домородачким домаћинствима                                                        | 17073    |
| 71  | Становништво са ограничењима у активностима                                                      | 2348     |
| 72  | Становништво са ограниченим ходањем или кретањем, горе или доле                                  | 1111     |
| 73  | Становници са ограничењима вида, чак и уз кориштење сочива                                       | 839      |
| 74  | Становништво са ограничењима говора, комуникације или конверзације                               | 243      |
| 75  | Становништво са ограниченим слухом                                                               | 279      |
| 76  | Становништво са ограничењима при одевању, купању или јелу                                        | 91       |
| 77  | Становништво са ограничењима у опажању или учењу једноставних ствари                             | 85       |
| 78  | Становништво са менталним ограничењима                                                           | 157      |
| 79  | Становништво без ограничења активности                                                           | 48870    |
| 80  | Становништво од 3 до 5 година које не похађа школу                                               | 1082     |
| 81  | Мушко становништво од 3 до 5 година које не похађа школу                                         | 572      |
| 82  | Женско становништво од 3 до 5 година које не похађа школу                                        | 510      |
| 83  | Становништво од 6 до 11 година које не похађа школу                                              | 110      |
| 84  | Мушко становништво од 6 до 11 година које не похађа школу                                        | 62       |
| 85  | Женско становништво од 6 до 11 година које не похађа школу                                       | 48       |
| 86  | Становништво од 12 до 14 година које не похађа школу                                             | 228      |
| 87  | Мушко становништво од 12 до 14 година које не похађа школу                                       | 122      |
| 88  | Женско становништво од 12 до 14 година које не похађа школу                                      | 106      |
| 89  | Становништво од 15 до 17 година похађа школу                                                     | 2624     |
| 90  | Мушко становништво од 15 до 17 година похађа школу                                               | 1307     |
| 91  | Женско становништво између 15 и 17 година живота у школи                                         | 1317     |
| 92  | Становништво од 18 до 24 године похађа школу                                                     | 1637     |
| 93  | Мушко становништво од 18 до 24 године похађа школу                                               | 785      |
| 94  | Женско становништво од 18 до 24 године похађа школу                                              | 852      |
| 95  | Становништво од 8 до 14 година које не може да чита и пише                                       | 295      |
| 96  | Мушко становништво старосног доба од 8 до 14 година које не може да чита и пише                  | 179      |
| 97  | Женско становништво старосног доби од 8 до 14 година које не може да чита и пише                 | 116      |
| 98  | Становништво од 15 година и више које је неписмено                                               | 4696     |
| 99  | Мушко становништво од 15 година и више које је неписмено                                         | 1663     |
| 100 | Женско становништво од 15 година и више које је неписмено                                        | 3033     |
| 101 | Становништво старо 15 и више година без школовања                                                | 4033     |
| 102 | Мушко становништво старо 15 и више година без школовања                                          | 1455     |
| 103 | Женско становништво старо 15 и више година без школовања                                         | 2578     |
| 104 | Становништво старосног доба 15 и више година са непотпуним основним образовањем                  | 6400     |
| 105 | Мушко становништво старосног доба од 15 година и више са непотпуном основним образовањем         | 3109     |
| 106 | Женско становништво старосног доба 15 и више година са непотпуном основним образовањем           | 3291     |
| 107 | Становништво старо 15 и више година са комплетним основним образовањем                           | 6206     |
| 108 | Мушко становништво старо 15 година и више са комплетним основним образовањем                     | 2748     |
| 109 | Женско становништво старо 15 и више година са комплетним основним образовањем                    | 3458     |
| 110 | Становништво старосног доба 15 и више година са непотпуним средњим образовањем                   | 1714     |
| 111 | Мушко становништво старосног доба од 15 година и више са непотпуним средњим образовањем          | 929      |
| 112 | Женско становништво старосног доба од 15 година и више са непотпуним средњим образовањем         | 785      |
| 113 | Становништво старо 15 и више година са пуним секундарном образовањем                             | 7448     |
| 114 | Мушко становништво старосног доба од 15 година и више са пуним секундарном образовањем           | 3745     |
| 115 | Женско становништво старосног доба од 15 година и више са пуним секундарном образовањем          | 3703     |
| 116 | Становништво старије од 18 година са постосновним образовањем                                    | 7695     |
| 117 | Мушко становништво старије од 18 година са постосновним образовањем                              | 3620     |
| 118 | Женско становништво старије од 18 година са постосновним образовањем                             | 4075     |
| 119 | Просечна оцена школовања                                                                         | 7.25     |
| 120 | Просечан ниво образовања мушке популације                                                        | 7.44     |
| 121 | Просечан ниво образовања женског становништва                                                    | 7.08     |
| 122 | Економски активно становништво                                                                   | 17624    |
| 123 | Економски активна мушка популација                                                               | 13292    |
| 124 | Економски активна женска популација                                                              | 4332     |
| 125 | Становништво које није економски активно                                                         | 20342    |
| 126 | Мушко становништво које није економски активно                                                   | 4514     |
| 127 | Женско становништво које није економски активно                                                  | 15828    |
| 128 | Запослено становништво                                                                           | 16856    |
| 129 | Запослено мушко становништво                                                                     | 12622    |
| 130 | Запослено женско становништво                                                                    | 4234     |
| 131 | Незапослена популација                                                                           | 768      |
| 132 | Незапослена мушка популација                                                                     | 670      |
| 133 | Незапослена женска популација                                                                    | 98       |
| 134 | Становништво без права на здравствене услуге                                                     | 22648    |
| 135 | Становништво које има право на здравствене услуге                                                | 28682    |
| 136 | Становништво које има право на ИМСС                                                              | 5609     |
| 137 | Становништво које има право на социјално осигурање                                               | 3224     |
| 138 | Становништво које има право на државно социјално осигурање                                       | 875      |
| 139 | Становништво које има право на опште осигурање или здравствено осигурање за нову генерацију      | 18702    |
| 140 | Становништво које је било једном или није било у браку током 12 година и више                    | 13636    |
| 141 | Венчано или уједињено становништво од 12 година и више                                           | 20928    |
| 142 | Становништво које је било у браку или уједињено 12 година и више                                 | 3466     |
| 143 | Становништво са католичком религијом                                                             | 48723    |
| 144 | Протестанти, еванђелисти и библијски следбеници различити од еванђелиста                         | 1637     |
| 145 | Становништво са другим религијама различитим од претходних                                       | 10       |
| 146 | Становништво без религије                                                                        | 211      |
| 147 | Укупно пописаних домаћинства                                                                     | 12360    |
| 148 | Пописна домаћинства на челу са мушкарцима                                                        | 9134     |
| 149 | Пописна домаћинства на челу са женама                                                            | 3226     |
| 150 | Становништво у пописним домаћинствима                                                            | 51447    |
| 151 | Становништво у пописним домаћинствима на челу са мушкарцима                                      | 40286    |
| 152 | Становништво у пописним домаћинствима на челу са женама                                          | 11161    |
| 153 | Укупно домаћинстава                                                                              | 15971    |
| 154 | Укупно насељених домаћинстава                                                                    | 12376    |
| 155 | Укупно приватних кућа                                                                            | 15955    |
| 156 | Насељени приватни домови                                                                         | 12360    |
| 157 | Укупно насељених приватних кућа                                                                  | 12375    |
| 158 | Ненасељене приватне куће                                                                         | 2117     |
| 159 | Појединачна домаћинства за привремену употребу                                                   | 1478     |
| 160 | Становници у насељеним приватним кућама                                                          | 51447    |
| 161 | Насељеност станара у приватним становима                                                         | 4.16     |
| 162 | Просечно становника по соби у приватним насељеним домаћинствима                                  | 1.24     |
| 163 | Појединачна домаћинства са подовима од различитих материјала од земље                            | 10242    |
| 164 | Појединачна домаћинства у приземљу                                                               | 2066     |
| 165 | Појединачна домаћинства са једном спаваћом собом                                                 | 5603     |
| 166 | Појединачна домаћинства са две спаваће собе и више                                               | 6733     |
| 167 | Појединачна домаћинства са једним собом                                                          | 647      |
| 168 | Појединачна домаћинства са две собе                                                              | 3135     |
| 169 | Појединачна домаћинства са 3 собе и више                                                         | 8539     |
| 170 | Појединачна домаћинства која имају електрично светло                                             | 11932    |
| 171 | Појединачна домаћинства која немају електрично светло                                            | 393      |
| 172 | Појединачна домаћинства која имају водоводну воду у стамбеном простору                           | 10690    |
| 173 | Појединачна домаћинства која немају водоводну воду у стамбеном простору                          | 1623     |
| 174 | Појединачна домаћинства која имају тоалет                                                        | 11757    |
| 175 | Појединачна домаћинства која имају канализацију                                                  | 8986     |
| 176 | Појединачна домаћинства која немају канализацију                                                 | 3217     |
| 177 | Појединачна домаћинства која имају електрично светло, довод воде из јавне мреже и канализацију   | 8286     |
| 178 | Појединачна домаћинства без икаквих услова                                                       | 730      |
| 179 | Појединачна домаћинства која имају радио                                                         | 9166     |
| 180 | Појединачна домаћинства која имају телевизор                                                     | 10594    |
| 181 | Појединачна домаћинства која имају фрижидер                                                      | 5740     |
| 182 | Појединачна домаћинства која имају машину за веш                                                 | 3487     |
| 183 | Појединачна домаћинства која имају аутомобил или комби                                           | 2684     |
| 184 | Појединачна домаћинства која имају рачунар                                                       | 1255     |
| 185 | Појединачна домаћинства која имају фиксну телефонску линију                                      | 2295     |
| 186 | Појединачна домаћинства која имају мобилни телефон                                               | 4648     |
| 187 | Појединачна домаћинства која имају приступ интернету                                             | 653      |